# Cartas del corazón
Cartas del corazón fue un programa de televisión venezolano en formato talk show, producido por Venevisión Plus y transmitido por la cadena Venevisión, conducido por Mariángel Ruiz y Laura Vieira. Fue estrenado el 6 de julio de 2015. El programa es una clase de remake del talk show Necesito una amiga y Mujeres con historias, y hombre también.

## Formato
El programa en detalle se trata de un híbrido que combina dos modalidades de entretenimiento: el talk show y la telenovela. Los verdaderos protagonistas del caso no participan. Las historias son dramatizadas y, en la mayoría de los casos, son interpretados por actores fuera de Venezuela. Ahora bien, estas dramatizaciones son alternadas con las intervenciones de las conductoras, quienes desde el estudio presentan el caso y leen las cartas que le son enviadas a producción. 
En todos los programas se cuenta con la ayuda de especialistas, expertos, psicólogos, psiquiatras, sexólogos, abogados, comisarios, y otro vasto grupo de profesionales en cada área.

## Producción
Parte de los casos dramatizados emitidos son recogidos de su programa hermano Necesito una amiga, donde igualmente la animadoras, Marycarmen Sobrino y Laura Vieira, participan similarmente a las que conducían dicho programa, Fabiola Colmenares y Alejandra Maldonado o Mimí Lazo y Gaby Rivero. Para el 1 de noviembre de 2017, la animadora Mariángel Ruiz pasa a ser la nueva conductora del programa, tras la renuncia en agosto de Marycarmen Sobrino.
Con el transcurso del programa, ahora algunos episodios variarían, siendo algunos un debate de ideas con la presencia de un panel de expertos y/o algún invitado especial, sobre algún tema en específico, siendo luego el formato definitivo en la segunda temporada. También tendrían "ediciones" especiales para los lunes en 2017.
En una etapa renovada de 2016, el programa cuenta con una interacción más directa con la audiencia, a través de las redes sociales del programa, como parte de este relanzamiento, esta la participación de Tito Fernández, quien llevará la voz y visión masculina, frente al análisis de los distintos casos.
A partir de febrero de 2018 el programa en la cuarta temporada pasa a ser producido por Venevisión Plus y en formato HD (1080i) junto al programa Los astros serán propicios. El 1 de octubre de 2018 pasa a ser transmitido de las 07:00pm a las 06:00pm tras la rotación de horario de diversos programas del canal. Evidentemente el programa finalizó en el año 2018, pero siguen siendo transmitidas las repeticiones hasta el día de hoy.